# Loipersbach im Burgenland
Loipersbach im Burgenland (ungerska: Lépesfalva) är en ort och kommun i Österrike. Den ligger i distriktet Mattersburg i förbundslandet Burgenland, 60 km söder om huvudstaden Wien. Kommunen gränsar i söder och öster till Ungern.